# Dorfkirche Bamme

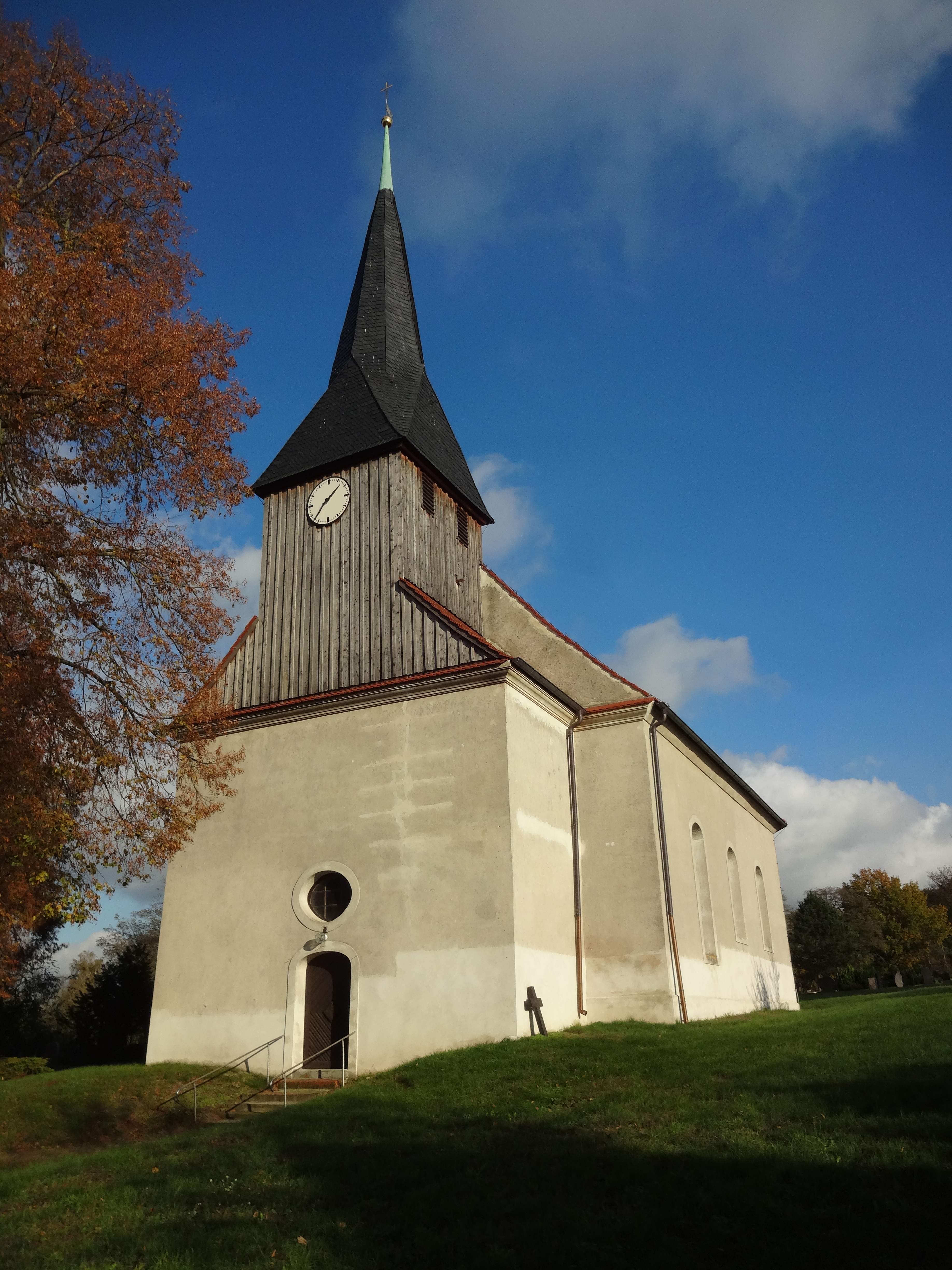
Dorfkirche Bamme

Die evangelische, denkmalgeschützte Dorfkirche Bamme steht in Bamme, einem Ortsteil der Gemeinde Nennhausen im Landkreis Havelland des Landes Brandenburg. Die Kirche gehört zum Kirchenkreis Nauen-Rathenow im Sprengel Potsdam der Evangelischen Kirche Berlin-Brandenburg-schlesische Oberlausitz.

## Beschreibung
Die heutige Saalkirche wurde 1730 bis 1735 unter Verwendung von Teilen des Vorgängerbaus errichtet. Sie besteht aus einem im Osten dreiseitig geschlossenen Langhaus und einem querrechteckigen Kirchturm im Westen, dessen Unterbau auf einen Vorgängerbau von 1588 zurückgeht. Der Kirchturm erhielt 1756 einen mit Brettern verkleideten Aufsatz, der die Turmuhr und den Glockenstuhl mit zwei 1929 gegossenen Kirchenglocken beherbergt, und 1853 einen achtseitigen, schiefergedeckten Knickhelm. Der barocke Kanzelaltar stammt von 1735. Die Orgel mit sechs Registern, einem Manual und einem Pedal wurde 1887 von August Ferdinand Wäldner gebaut.